# Ich, Claudius, Kaiser und Gott
Ich, Claudius, Kaiser und Gott ist eine von der BBC2 produzierte Fernsehserie, die am 20. September 1976 erstmals ausgestrahlt und in vielen Ländern gesendet wurde. Sie schildert, nach den historischen Romanen I, Claudius und Claudius, the God (beide 1934) von Robert Graves, die Geschichte der Julisch-Claudischen Dynastie von Augustus bis Claudius. Die von Jack Pulman geschriebene Serie erwies sich als eine der erfolgreichsten Fernsehserien aller Zeiten. In Ich, Claudius, Kaiser und Gott erzählt der alternde Kaiser Claudius rückblickend die Geschichte des frühen Prinzipats vom Tod des Marcellus, des Neffen und Schwiegersohns des Augustus, in der ersten Episode, bis zu seinem eigenen Tod in der letzten Folge.

## Episodenführer
Die Serie beginnt damit, dass Augustus, der erste Alleinherrscher über das Römische Weltreich, nach einem Erben sucht, während seine Frau Livia ständig Komplotte schmiedet, um den eigenen Sohn Tiberius aus ihrer ersten Ehe als Nachfolger in Stellung zu bringen. Die Verschwörungen und Intrigen ziehen sich über mehrere Jahrzehnte, durch die Konspiration des Prätorianer-Präfekten Seianus und die Herrschaft des wahnsinnigen Kaisers Caligula, und kulminieren in der scheinbar zufälligen Thronbesteigung des Claudius. Die aufgeklärte und weise Herrschaft des Claudius wird allerdings durch die Untreue seiner ehebrecherischen dritten Gattin Messalina und den Verrat seines Freundes aus Kinder- und Jugendtagen, Herodes Agrippa, überschattet. Schließlich akzeptiert Claudius die Unausweichlichkeit seiner eigenen Ermordung durch seine Frau Agrippina und die Machtergreifung durch seinen Stiefsohn Nero.

### 1. Mord als Anfang(A Touch of Murder)
24 – 23 v. Chr.: Seit wenigen Jahren herrscht unter Caesar Augustus Frieden im Römischen Imperium. Kaiser Augustus beginnt seinen Neffen Marcellus gegenüber seinem alten Freund und Waffengefährten Marcus Agrippa zu bevorzugen, woraufhin Agrippa Rom verärgert verlässt. Doch erwächst von unerwarteter Seite eine Bedrohung der Staatsordnung: Livia, des Kaisers dritte Ehefrau, setzt alles daran, Tiberius, einen ihrer Söhne aus erster Ehe, zu Augustus’ Nachfolger zu machen. Als der mit des Kaisers Tochter Julia verheiratete Marcellus erkrankt, übernimmt sie ganz allein seine Pflege – und bringt sogleich ihre überragenden Talente als Giftmischerin zum Einsatz. Nach dem Tod des Marcellus ruft Augustus seinen Freund Agrippa zurück nach Rom. Um die erneuerte Freundschaft zu besiegeln, verheiratet der Kaiser seine Tochter Julia – Marcellus’ Witwe – mit dem um viele Jahre älteren Agrippa – und durchkreuzt so, ohne es zu ahnen, Livias Pläne, die Julia mit Tiberius verheiraten wollte, um diesen als Augustus’ Nachfolger in Stellung zu bringen.

### 2. Eine feine Familie(Family Affairs)
13 v. Chr.: Unter mysteriösen Umständen verliert Augustus’ Tochter Julia ihren zweiten Ehemann Marcus Agrippa. Sofort zwingt Kaiserin Livia ihren Sohn Tiberius, sich von seiner Frau Vipsania scheiden zu lassen, damit er die erneut verwitwete Julia heiraten kann. Tiberius jedoch liebt Vipsania nach wie vor und trifft sich insgeheim mit ihr. Augustus ist außer sich, aber Livia verteidigt ihren Sohn, indem sie behauptet, dass Tiberius ihr von seinen geheimen Treffen mit seiner Ex-Frau berichtet hat. Der Besuch seines Bruders Drusus ist eine erfreuliche Abwechslung für Tiberius, doch kurz vor seiner erneuten Abreise nach Germanien streitet sich Drusus mit seiner Mutter Livia, als er sich überraschend für die Abschaffung des Kaisertums ausspricht. Zurück am Rhein schreibt Drusus an Tiberius einen Brief, in dem er ihn um Unterstützung bittet, Augustus davon zu überzeugen, zurückzutreten und Rom wieder zu einer Republik zu machen. Aber Tiberius erhält den Brief im Beisein von Augustus und Livia, und seine Mutter nützt das Schreiben, um ihren Sohn Drusus beim Kaiser zu diskreditieren. Als Drusus in Germanien vom Pferd fällt und dabei verletzt wird, entsendet Livia ihren zuverlässigen Leibarzt mit spezieller Order an die Front – kurz darauf stirbt Drusus im Beisein seiner Frau Antonia und des kürzlich geborenen gemeinsamen Sohnes Claudius. Julias Söhne Gaius und Lucius, die sie dem verstorbenen Agrippa gebar, werden nun die Lieblinge ihres Großvaters Augustus. Wie lange werden sie die Machtgier ihrer mörderischen Großmutter Livia überleben?

### 3. Vor dem großen Auftritt(Waiting in the Wings)
2 v. Chr. – 5 n. Chr.: Gaius ist gestorben, und Tiberius wurde nach Rhodos verbannt, weil er seine Frau Julia schlecht behandelt. Eines Tages fällt im Garten ein Wolfsjunges aus den Fängen eines Adlers in den Schoß des jungen Claudius, und ein zufällig gerade anwesender Augur sagt voraus, dass der – sonst nur von allen bemitleidete – Krüppel Claudius dereinst Rom in Zeiten höchster Gefahr retten wird. Unterdessen spinnt Livia weiter ihre Fäden: Als sie bemerkt, dass Antonias junge Tochter Livilla und Julias jüngster Sohn Postumus Agrippa, den diese Marcus Agrippa kurz nach dessen Tod gebar, sich zueinander hingezogen fühlen, schlägt sie Augustus die Verlobung der beiden Kinder mit jeweils anderen Familienmitgliedern vor. Von ihrer Ehe mit dem verbannten Tiberius enttäuscht, vergnügt sich seine Frau Julia indes in den Betten unzähliger römischer Männer. Ihre Stiefmutter Livia zwingt Aulus Plautius, einen der Liebhaber, eine detaillierte Liste mit Julias Liebschaften zu erstellen. Schließlich bringt Livia Julias Sohn Lucius dazu, diese Liste dem Kaiser zu überbringen und so Julia gegenüber ihrem stets moralische Werte hochhaltenden Vater völlig zu diskreditieren. Augustus ist außer sich über die verkommene Lebensweise seiner Tochter. Will er nicht zum Gespött des Imperiums werden, muss er sie hart bestrafen – sie wird verbannt. Als dann Julias Sohn Lucius, der Augustus’ Amtsnachfolger werden sollte, bei einem Bootsunfall in Massilia/Marseille stirbt, soll Tiberius nach Rom zurückkehren – als rechte Hand des Kaisers und, gemeinsam mit dem jugendlichen Postumus Agrippa, als möglicher Thronerbe…

### 4. Claudius – ein Problem(What Shall We Do about Claudius?)
9 n. Chr.: Drei römische Legionen wurden im Teutoburger Wald in Germanien vernichtet. Tiberius und Germanicus werden zu einer Strafexpedition ausgesandt. Währenddessen erfährt der als idiotischer Krüppel allseits verlachte Claudius von dem Historiker Asinius Pollio, dass sein Vater Drusus vor vielen Jahren einem Mord zum Opfer gefallen sein soll. Pollio rät dem jungen Mann, seine körperliche Behinderung zu übertreiben, um als vorgeblicher Idiot den Mordkomplotten seiner Familie zu entgehen. Augustus hat bestimmt, dass ihm Postumus Agrippa, der letzte überlebende Sohn von Julia aus ihrer Ehe mit Marcus Agrippa, als Herrscher nachfolgen soll – aber Livia achtet nicht darauf, sondern ergreift ihrerseits die Initiative: Sie erpresst die mit Tiberius' Sohn Castor verheiratete Livilla, Claudius' Schwester, dazu, ihren Geliebten Postumus in eine Falle zu locken und ihn vor seinem Großvater Augustus als Vergewaltiger hinzustellen. Postumus behauptet gegenüber Augustus, dass Livia alle möglichen Rivalen des Tiberius um die Thronfolge aus dem Weg geräumt hat, aber der Kaiser glaubt ihm nicht. Kurz bevor Postumus verbannt wird, kann er noch Claudius von seinen (begründeten) Vermutungen über die mysteriösen Todesfälle in der Familie, die Livia zu verantworten hat, unterrichten. Auch Postumus rät seinem Freund Claudius, weiterhin den behinderten Idioten zu spielen, um zu überleben. Die Episode endet mit der Vermählung Claudius’ mit Plautia Urgulanilla, welche so viel größer als ihr Gemahl ist, dass die Hochzeit im unaufhörlichen Gelächter und Gespött aller Anwesenden endet.

### 5. Gift ist Trumpf(Poison is Queen)
13 – 14 n. Chr.: Germanicus hat die Germanen besiegt und kehrt im Triumph nach Rom zurück. Claudius weiht seinen Bruder in die Mordkomplotte am Kaiserhof ein, und Germanicus kann Augustus dazu bewegen, seinen Enkel Postumus auf der Felseninsel bei Korsika zu besuchen, auf die er ihn wegen der angeblichen Vergewaltigung Livillas verbannt hatte. Die beiden Männer söhnen sich aus. Postumus soll bald nach Rom zurückkehren und nächster Kaiser werden. Ganz privat dankt Augustus Claudius dafür, ihm über seinen Bruder Germanicus die Augen geöffnet zu haben und erzählt ihm, dass er bereits sein Testament zu Gunsten von Postumus geändert hat. Doch die stets argwöhnische Livia bringt die Ober-Vestalin mit einem Trick dazu, ihr Einblick in das geänderte Testament zu gewähren – und fälscht dieses ihrerseits. Sie setzt alles daran, dass ihr Sohn Tiberius den Caesarenthron besteigen kann. Wenig später erkrankt Augustus. Er erholt sich aber wieder, als er beginnt, nur selbstgepflücktes Obst und selbst gemolkene Milch zu sich zu nehmen. Aber seine Genesung ist nur von kurzer Dauer: In Nola stirbt er schließlich, nachdem Livia des Nachts sämtliche Feigen noch am Baum mit Gift bestrichen hat. Ein Offizier der Prätorianer namens Sejanus wird ausgesandt, um Postumus auf seiner Insel umzubringen. Währenddessen bereitet sich Tiberius darauf vor, den Thron zu besteigen und bekommt laut dem (von Livia gefälschten) Testament zwei Drittel von Augustus' Besitz zugesprochen, während Livia das restliche Drittel erhält.

### 6. Recht müsste Recht bleiben(Some Justice)
19 – 20 n. Chr.: Tiberius, unterstützt von Sejanus, herrscht mit eiserner Faust. Nur Claudius' Bruder Germanicus verhindert die totale Tyrannei, aber als er in Syrien auf mysteriöse Weise ums Leben kommt, wollen die Gerüchte nicht verstummen, dass Tiberius dabei seine Hände im Spiel gehabt haben soll – haben er und Livia die Vergiftung von Germanicus veranlasst? Gaius Calpurnius Piso und seine Frau Plancina sollen ihn auf höchsten Befehl ermordet haben – diesen Verdacht hat nicht nur Germanicus' Witwe Agrippina, sondern auch das Volk von Rom. Auf Vorschlag von Claudius soll der Senat die ungeheuerlichen Vorwürfe klären, um eine mögliche Behinderung der Gerichte durch Tiberius' Agenten zu umgehen. Die Hauptzeugin, die passionierte Giftmischerin Martina, wird vor der Verhandlung von Claudius und seinem Freund Herodes Agrippa an einem geheimen Ort versteckt, wird jedoch von Livias Spitzeln gefunden. Martina erzählt Livia, dass ihr Germanicus' eigener Sohn Caligula dabei geholfen hat, seinen Vater zu Tode zu bringen, indem er ihn davon überzeugt hat, durch Hexerei verflucht zu sein. Piso hofft indes auf Freispruch, könnte er doch zu seiner Verteidigung die schriftlichen Mordbefehle des Kaisers veröffentlichen. Auch als ihm diese Briefe von Sejanus, dem Kommandanten der Prätorianergarde, abgenommen werden, hat er noch einen weiteren Trumpf in der Hand – einen Brief von Livia, der kein kaiserliches Sphinx-Siegel trägt und daher vor Gericht nicht der Geheimhaltung unterliegt, und den er nun droht, vor dem Senat zu verlesen. Livia droht daraufhin im Gegenzug Plancina mit Martinas Zeugenaussage. Plancina versucht nun, ihren Mann Piso dazu zu überreden, Selbstmord zu begehen – im Wissen, dass sie selbst von Livia verschont wird und sie und ihre Kinder nicht durch den ehrlosen Tod Pisos das gesamte Familienvermögen verlieren würden. Als Piso zögert, ersticht ihn Plancina. Damit endet der Prozess, und Agrippina und ihre Freunde müssen sich damit zufriedengeben, dass wenigstens "eine Art Gerechtigkeit" (im engl. Original "some justice") durchgesetzt wurde.

### 7. Gefährten der Mühsal(Queen of Heaven)
23 – 29 n. Chr.: Kaiser Tiberius lebt fast nur noch für seine sexuellen Ausschweifungen, bei denen ihm sein Großneffe Caligula nur zu gerne Gesellschaft leistet. Mit seiner Mutter Livia will er hingegen nichts mehr zu tun haben. Umso stärker wird seine Abhängigkeit von Sejanus, dem machtgierigen Kommandanten der Prätorianergarde. Dieser unterhält ein riesiges Agentennetz in Rom und baut nach und nach einen Polizeistaat auf. Hochverratsprozesse gegen reiche Senatoren, Adlige und Bürger gehören mittlerweile zur Tagesordnung. Über ein Verhältnis mit Claudius’ Schwester Livilla – die jedoch mit Tiberius’ Sohn Castor verheiratet ist – will Sejanus sogar Mitglied der kaiserlichen Familie werden. Livilla verfällt dem Präfekten der Prätorianer so sehr, dass sie ihren Mann Castor vergiftet, nur um Sejanus heiraten zu können. Sejanus verkuppelt obendrein seine Halbschwester Aelia mit Claudius, indem er diesem erzählt, seine Frau erwarte ein Kind von einem anderen Mann. Die ihren baldigen Tod fürchtende Livia erzählt Claudius bei ihrer letzten Geburtstagsfeier von einer nicht veröffentlichten Prophezeiung der Sibylle, die besagt, dass er selbst und Caligula eines Tages Kaiser werden. Sie ringt beiden das Versprechen ab, sie nach ihrem Tod zur Göttin zu erklären, damit sie den Qualen im Tartaros für ihre Verbrechen entkommt. Claudius erklärt sich bereit – unter der Bedingung, dass sie ihm, dem passionierten Historiker, die Wahrheit über ihre Verbrechen erzählt. Auf ihrem Totenbett erhält Livia Besuch von Caligula, der sein Versprechen zurückzieht und ihr gleichzeitig eröffnet, dass er selbst der größte Gott sein wird, den die Welt je gesehen hat.

### 8. Die Herrschaft des Terrors(Reign of Terror)
30 – 31 n. Chr.: Kaiser Tiberius hat sich endgültig auf Capri zurückgezogen, wo er nach wie vor seine sexuellen Perversionen auslebt. Die Staatsgeschäfte lässt er vom Geheimdienstchef Sejanus erledigen, der seine Macht in Rom dadurch festigt, indem er Agrippina und ihren ältesten Sohn Nero verbannt und ihren zweiten Sohn Drusus einkerkern und verhungern lässt. Sejanus hat sich überdies von seiner Frau scheiden lassen und ersucht Tiberius, seiner Heirat mit Livilla zuzustimmen. Das erlaubt der Kaiser zwar nicht, da er Sejanus nicht so hoch im Rang steigen lassen will, er schlägt dafür aber eine Ehe mit Helena – Livillas Tochter – vor. Die darüber außer sich vor Wut geratene Livilla versucht daraufhin, ihre Tochter Helena zu vergiften. Antonia entdeckt Briefe ihrer Tochter Livilla an Sejanus, die das gemeinsame Vorgehen der beiden beim Mord an Livillas Ehemann Castor belegen und darauf hindeuten, dass Sejanus Tiberius ermorden will. Auf Anstiftung Antonias überbringt ihr Sohn Claudius die belastenden Briefe dem Kaiser in Capri. Caligula rät daraufhin Tiberius, den ehrgeizigen Prätorianer Macro mit der Beseitigung Sejanus', seiner Anhänger und seiner Familie – einschließlich Claudius' Frau Aelia – zu beauftragen. Während Antonia Livilla in ihrem Zimmer einschließt und sich dem erschütterten Claudius gegenüber entschlossen zeigt, bis zum Tod der eigenen Tochter davor auszuharren, sind die Straßen der Hauptstadt nach dem Sturz des Sejanus bald mit Leichen übersät…

### 9. Bei Jupiter!(Zeus, by Jove)
37 – 38 n. Chr.: Kaiser Tiberius stirbt an Altersschwäche (wenngleich der Prätorianerpräfekt Macro in Gegenwart Caligulas mittels eines Kissens nachhelfen muss) und hinterlässt seinen 25-jährigen Großneffen Caligula – einen intriganten und inzestuösen Vatermörder – und seinen etwa 18-jährigen Enkel Gemellus als Erben. Claudius’ langjähriger Freund Herodes ist anlässlich der Thronbesteigung Caligulas nach Rom zurückgekehrt. Dieser ernennt seinen Onkel Claudius trotz dessen Bedenken zum Co-Konsul. Der neue Kaiser, dem als Sohn des verehrten Germanicus zunächst die Sympathien des Senats und der Bevölkerung zufliegen, zeigt bald Anzeichen psychischer Instabilität und fällt kurz darauf in ein Koma. Als er daraus aufwacht glaubt er, zum Gott Zeus geworden zu sein. Claudius redet ihm nach dem Mund und hofft, dass Caligula die „Neuigkeit“ dem Senat kundtut und dieser ihn daraufhin absetzen und die Republik wiederherstellen wird. Aber stattdessen akzeptiert der Senat des Kaisers Göttlichkeit. Mit der Zeit wird Caligulas Verhalten immer gewalttätiger: Ein Senator, der Macro während Caligulas Koma gesagt hat, er würde sein Leben für das des Kaisers geben, wird von ihm zum Selbstmord gezwungen. Auch Gemellus lässt er töten. Er erklärt seine Schwester Drusilla zu seiner Frau und zur Göttin Hera. Angewidert von der abgrundtiefen Verderbtheit, in die ihre Familie und ganz Rom versunken ist, begeht Claudius' Mutter Antonia Selbstmord. Caligula, der fürchtet, dass sein Kind dereinst mächtiger werden könnte als er selbst, versucht, die Geburt Athenes nachzustellen: Wie Zeus es nachweislich mit Hera gemacht hat, schneidet er das ungeborene Kind aus dem Bauch seiner Schwester Drusilla und verschlingt es.

### 10. Heil! Wem?(Hail! Who?)
40 n. Chr.: Claudius lebt mit der Ex-Prostituierten Calpurnia in kärglichen Verhältnissen. Kaiser Caligula hat seinen Palast in ein Bordell verwandeln lassen. Hochrangige Senatoren und ihre Söhne stellen die Kundschaft, ihre Frauen und Töchter müssen sich als Huren zur Verfügung stellen. Sein Onkel Claudius wird gezwungen, den Zahlmeisterposten zu übernehmen. Caligula selbst zieht es bald nach Germanien, wo er Krieg führen will und eine angebliche Rebellion niederschlägt. Claudius erhält zusammen mit zwei Senatoren den widersinnigen Auftrag, dem Kaiser Hausrat aus dem Besitz der verstorbenen Livia für eine Auktion zuzustellen. Als die Lieferung an einem völlig verregneten Tag erfolgt, ist für Caligula klar: Die drei haben sich mit dem Meeresgott Neptun, seinem größten Feind, gegen ihn verschworen. Nur Claudius’ literarische Bildung bewahrt sie vor dem Tod. Am Strand des Ärmelkanals lässt der Kaiser seine Soldaten gegen Neptun kämpfen und bringt jede Menge Muscheln als Kriegsbeute zurück nach Rom. Dass ihm – gemäß seinen Anweisungen – kein Triumphzug in der Hauptstadt bereitet wird, erzürnt ihn zutiefst, und er will sogleich den gesamten Senat exekutieren lassen. Nur seine Frau Caesonia und Claudius können ihn davon abhalten. Nach einer exzentrischen Tanzvorführung im Palast verkuppelt er aus Spaß Claudius mit der viel jüngeren, außerordentlich schönen Messalina. Bei der Hochzeitszeremonie wird auch der von Caligula kürzlich zum Senator ernannte Incitatus – sein Lieblingshengst – in den Saal geführt. Aber in der Umgebung des Kaisers werden bereits Komplotte gegen ihn geschmiedet: Cassius Chaerea, der Präfekt der Prätorianer, den Caligula fortwährend demütigt, plant mit einigen Senatoren dessen Ermordung. Sie schlagen während der Spiele zu Ehren Augustus' zu, indem sie ihn von seiner Garde aus Germanen fortlocken und in einem verriegelten Gang töten. Cassius ermordet auch Caligulas Gattin Caesonia und ihr gemeinsames Baby Julia Drusilla und will die gesamte kaiserliche Familie ein für alle Mal auslöschen. Während die plötzlich führerlosen Prätorianer den Palast plündern, stoßen sie auf Claudius, der sich hinter einem Vorhang versteckt hat. Zur Überraschung aller und gegen seinen eigenen Protest proklamieren sie ihn zum neuen Kaiser.

### 11. Claudius, der Kaiser(Fool's Luck)
41 – 43 n. Chr.: Um einen erneuten Bürgerkrieg und die Ermordung seiner eigenen Familie zu verhindern willigt Claudius auf Anraten der Prätorianer und seines Freundes Herodes ein, Kaiser des Römischen Reiches zu werden. Claudius selbst überzeugt den Senat, ihn zum Kaiser zu proklamieren. In seiner ersten Amtshandlung verurteilt er Cassius Chaerea für den Mord an Caesonia, begnadigt aber die anderen Verschwörer. Seine dritte Ehefrau Messalina macht ihn nicht nur zum zweifachen Vater, sondern überzeugt ihn auch davon, die Bürde der Regierung mit ihm zu teilen und berät ihn fortan in vielen politischen Fragen. Doch von der unerhörten Macht, die sie so erhält, wird sie korrumpiert: Da Herodes bald abreisen wird, um die Herrschaft über die ihm von Claudius übertragenen Gebiete im Osten zu übernehmen, schlägt sie vor, den Senator Appius Silanus an den Hof bringen, um den Kaiser zu unterstützen. Bald darauf heiratet Silanus Messalinas Mutter Domitia Lepida. Bevor Herodes abreist warnt er Claudius noch davor, niemandem zu trauen – weder seinen Beratern, noch seiner Frau, noch ihm – Herodes – selbst. Kurz darauf lügt Messalina Silanus vor, er solle ihr im kaiserlichen Auftrag sexuell zu Diensten sein. Silanus fühlt sich von Claudius dermaßen herabgewürdigt, dass er bei passender Gelegenheit seinen Dolch zieht, um den „kupplerischen Tyrannen“ zu erstechen. Mit der Hilfe ihrer Mutter kann Messalina Claudius von ihrer eigenen Unschuld überzeugen und Silanus wird zum Tod verurteilt.

### 12. Letzte Station: Hades(A God in Colchester)
43 – 48 n. Chr.: Während Claudius Britannien erobert, gibt sich seine Frau Messalina sexuellen Ausschweifungen hin. Sie initiiert einen Beischlafwettbewerb mit Sylla, der erfolgreichsten Hure Roms – und gewinnt ihn spielend. Jeder weiß um die Orgien der Kaiserin – nur der Kaiser nicht. Als er im Triumph nach Rom zurückkehrt, muss er erfahren, dass sein Freund Herodes eine Revolte in den östlichen Provinzen gegen seine Herrschaft angezettelt hat. Herodes glaubt, der „König der Juden“ zu sein, aber er stirbt, bevor er seine Pläne in die Tat umsetzen kann. Als sich Messalina öffentlich von Claudius scheiden lässt und ihren Liebhaber Gaius Silius heiratet, kommt es zur blutigen Kraftprobe. Die beiden glauben, dass sich die Bevölkerung der Hauptstadt ihnen anschließen und sie zu Herrschern proklamieren wird. Zum Handeln gezwungen, überreden Claudius’ Berater Narcissus und Pallas seine ehemalige Geliebte Calpurnia dazu, dem nichts ahnenden Kaiser die Wahrheit zu sagen. Am Ende glaubt er ihnen, und die Verschwörer werden verhaftet und getötet. Im betrunkenen Zustand unterzeichnet er sogar unvorsichtigerweise den Exekutionsbefehl für Messalina. Als der unglückliche Claudius um jene trauert, um die er sich gesorgt hat und die nun alle tot sind, erfährt er, dass ihm die Briten in Camulodunum/Colchester einen Tempel errichtet und ihn zum Gott erklärt haben.

### 13. Auf den Stufen ins Jenseits(Old King Log)
48 – 54 n. Chr.: Claudius’'mildtätige Herrschaft über das Römische Reich führt dazu, dass die Bevölkerung die Kaiserherrschaft akzeptiert, aber er selbst fühlt, dass dies ein Fehler ist. Er entscheidet, dass das Volk dazu gebracht werden muss, seine Herrscherfamilie zu hassen und diese zu stürzen, um letztlich die Republik wiederherzustellen. Um dies zu erreichen, heiratet Claudius zum vierten Mal: Agrippina die Jüngere, genannt Agripinilla, eine Schwester Caligulas, wird Kaiserin von Rom. Sie will die Macht für ihren Sohn aus erster Ehe, Nero, mit dem sie sehr viel innigere Dinge als nur mütterliche Gefühle verbinden. Zu aller Überraschung wird Nero von Claudius adoptiert, mit der Tochter des Kaisers, Octavia, verheiratet, und mit seinem eigenen Sohn Britannicus zum Co-Erben ernannt. Britannicus versteht die Welt nicht mehr, will er doch alleine Caesar werden. Claudius aber weiß aufgrund einer Prophezeiung, dass Nero der nächste Herrscher Roms werden wird. Er versucht aber noch, Britannicus zu schützen, indem er plant, diesen nach Britannien zu schicken, von wo aus er nach Neros Tod die Herrschaft übernehmen könnte. Unglücklicherweise lässt es Britannicus’ Ehrgefühl aber nicht zu, sich auf diesen Plan einzulassen, und Claudius, der die künftigen Ereignisse erahnt, muss seinen Sohn seinem Schicksal überlassen. Bereitwillig isst der Kaiser ein vergiftetes Pilzgericht von der Gabel seiner Gattin Agrippinilla und stirbt. Bei der Suche nach Claudius’ Testament stoßen Agripinilla und Nero auf seine Autobiographie und verbrennen diese. Auf seiner Totenbahre liegend und im Wissen, dass Britannicus, Agripinilla und Nero letztlich eines gewaltsamen Todes sterben werden, lachen der verstorbene Imperator und die Sibylle herzhaft ob der Tatsache, dass Claudius eine zweite Kopie seines Buchs vergraben hat, die Jahrhunderte später gefunden werden soll. Claudius erfährt, dass die Republik zwar nicht mehr wiederhergestellt, Nero aber der letzte Kaiser der Claudier sein wird, und dass die auf ihn folgenden Kaiser zumeist nicht so schlecht sein werden.

## Produktion
Die Fernsehserie wurde von Joan Sullivan und Martin Lisemore produziert, und Herbert Wise übernahm die Regie in den Studios des BBC Television Centre. Die Produktion verzögerte sich aufgrund schwieriger Verhandlungen zwischen der BBC und den Inhabern der Rechte an Alexander Kordas nicht realisierter Filmversion von 1937. Dies wiederum gab dem Autor Jack Pulman mehr Zeit für den Feinschliff am Drehbuch.
Ich, Claudius, Kaiser und Gott wurde zu vergleichsweise niedrigen Kosten von £ 60.000,-- für eine Stunde Sendezeit produziert – bei einer Serie, die eine Gesamtlaufzeit von 650 Minuten aufweist. Unter Berücksichtigung der Inflation des Pfund Sterling hätte die gesamte Serie im Jahr 2013 £ 3.960.000,-- gekostet.
Die Szene am Ende von Folge 9, in der Caligula den Fötus Drusillas Leib entreißt, wurde als zu schockierend empfunden und daher auf Anweisung von Bill Slater, dem damaligen Chef der Serienabteilung, mehrmals neu geschnitten – sogar am Tag der Fernsehpremiere. Nach anfänglicher Wiederaufnahme der Szene und einer erneuten Sendung zwei Tage später wurde die Aufnahme des Fötus entfernt, sodass die Episode nun mit Claudius' geschocktem und entsetztem Blick endet, während der Zuschauer nicht sieht, was er erblickt. Die geschnittene Szene wurde nur zweimal 1976 gesendet und ist seither verschollen, da die BBC keine Kopie davon mehr besitzt.
In Pulmans Drehbuch für Claudius' Rede vor dem Senat in der letzten Episode prophezeit der Kaiser, dass „the man who dwells by the pool shall open graves, and the dead shall live again“. Dies ist eine Referenz auf den Drehbuchautor Jack Pulman und ein Wortspiel mit Bezug auf den Buchautor Robert Graves.

## Musik
Die prägnante Titelmusik stammt von Wilfred Josephs. Die diegetische – also von den Akteuren selbst gehörte oder gespielte – Musik der meisten Episoden stammt von David Wulstan und dem Ensemble Clerkes of Oxenford.

## Auszeichnungen und Kritiken
Während der Erstausstrahlung 1976 schätzte die BBC, gestützt auf Umfragen, die durchschnittlichen Seherzahlen von I, Claudius auf 2.500.000 Zuschauer pro Episode.
Neben anderen Preisen gewann die Serie 1977 drei BAFTA Awards (Derek Jacobi als Bester Fernsehschauspieler, Siân Phillips als Beste Fernsehschauspielerin und Tim Harvey für das beste Fernsehdesign).
Die Serie wurde in der Folge in den Vereinigten Staaten von Amerika als Teil des PBS' Masterpiece Theatre gesendet, wo sie von den Kritiken gefeiert wurde. Tim Harvey gewann 1978 einen Emmy für Hervorragende Künstlerische Leitung. Die Produzenten und der Programmdirektor wurden für Emmys nominiert. In einer im Jahr 2000 vom British Film Institute erstellten Liste der „100 Greatest British Television Programmes“, für welche Profis der Fernsehindustrie abstimmten, landete I, Claudius auf dem 12. Platz.
2007 wurde die Serie als eine der „100 Best TV Shows of All-TIME“ vom Time Magazine gelistet.

## Nachwirkung und VHS/DVD-Editionen
Im Jahr 1968 entstand das ITV-Historiendrama The Caesars, welches sich mit sehr ähnlichem historischen Stoff auseinandersetzt, aber im Gegensatz zu I, Claudius einen weniger sensationssüchtigen Ansatz in Bezug auf die Hauptcharaktere und ihre Motive verfolgt. Die nachfolgenden BBC-Historiendramen The Borgias (1981) und The Cleopatras (1983) wurden in ähnlicher Weise produziert, konnten aber weder bei den Kritikern noch beim Publikum einen ähnlichen Erfolg wie I, Claudius verbuchen.
Die meisten VHS- und DVD-Editionen der Fernsehserie beinhalten die BBC-Dokumentation The Epic That Never Was von 1965 über die unvollendete Filmversion Alexander Kordas des ersten Romans von Robert Graves. Diese Dokumentation enthält Interviews mit dem Produktionsstab und Schauspielern sowie die meisten erhaltenen Szenen. Die britische DVD-Edition von 2002 wie auch die deutschsprachige DVD-Edition von 2009 beinhaltet die Dokumentation I, Claudius - A Television Epic über die Serie, sowie einige alternative und geschnittene Szenen. Die britische DVD-Edition wurde am 2. Dezember 2008 aktualisiert. Während diese Ausgabe eine bessere Audio- und Video-Qualität aufweist als die US-amerikanische DVD-Edition aus dem Jahr 2000, wurde sie von einigen Konsumenten kritisiert. In dieser britischen Edition waren nämlich zum Beispiel einige Szenen der Originalversion entweder geschnitten oder zensiert, und sie weist keine Untertitel oder Endtitel auf. Am 27. März 2012 wurde in Großbritannien eine 35-Jahr-Jubiläums-Edition herausgegeben. Diese enthält auf vier Disks die ungeschnittenen 12 Episoden (in der englischsprachigen Version der Serie sind die ersten beiden Episoden zu einer Doppelfolge zusammengefasst) bis auf die oben erwähnte geschnittene Schlussszene der Episode 9, sowie eine Extra-Disk mit Bonusmaterial.